# Campeonato Acriano de Futebol da Segunda Divisão de 2016
O Campeonato Acriano de Futebol - Segunda Divisão de 2016 foi a 9ª edição do torneio, 6º organizada pela Federação de Futebol do Estado do Acre. Contou com a participação de três equipes, que se enfrentaram pelo título de campeão acriano da segunda divisão e pela ascensão à primeira divisão de 2017. Pela primeira vez desde 2011, não houve participação de equipes da capital estadual, Rio Branco. O campeão foi o Humaitá, que conquistou seu primeiro título na história, credenciando-se a disputar a primeira divisão de 2017.

## Regulamento
Na primeira única, jogam todos contra todos e o campeão garante ascenso à primeira divisão de 2017, disputada em partidas de ida e volta. O vencedor garante vaga no Campeonato Acriano de Futebol de 2017.

## Fase Única[5]
| Pos | Equipes | Pts | J | V | E | D | GP | GC | SG |
| --- | ------- | --- | - | - | - | - | -- | -- | -- |
| 1   | Humaitá | 12  | 4 | 4 | 0 | 0 | 12 | 3  | 9  |
| 2   | ADESG   | 6   | 4 | 2 | 0 | 2 | 6  | 7  | -1 |
| 3   | Náuas   | 0   | 4 | 0 | 0 | 4 | 3  | 11 | -8 |

|  | Campeão e promovido para a primeira divisão |

### Desempenho por rodada
Clubes que lideraram a cada rodada:
| 1   | 2   | 3   | 4   | 5   | 6   |
| ADE | HUM | HUM | HUM | HUM | HUM |

Clubes que ficaram na última posição de cada rodada:
| 1   | 2 | 3 | 4 | 5 | 6 |
| NAU |   |   |   |   |   |

### Primeira rodada
| 4 de agosto | ADESG                   | 3 – 2  | Náuas               | Arena da Floresta, Rio Branco |
| 16:00       | Peteca · Cleyton · Josa | Súmula | Adriano · Danielson | Árbitro: AC                   |

| ADESG | Náuas |

### Segunda rodada
| 7 de agosto | Náuas | 0 – 4  | Humaitá                    | Arena da Floresta, Rio Branco |
| 08:00       |       | Súmula | Ley · Cristiano · Gilberto | Árbitro: AC                   |

| Náuas | Humaitá |

### Terceira rodada
| 11 de agosto | Humaitá                        | 3 – 1  | ADESG           | Arena da Floresta, Rio Branco |
| 16:00        | Thiago 19' 72' · Ley 83' (pen) | Súmula | João Carlos 26' | Árbitro: AC                   |

| Humaitá | ADESG |

### Quarta rodada
| 14 de agosto | Náuas | 0 – 1  | ADESG       | Arena da Floresta, Rio Branco |
| 08:00        |       | Súmula | Daniego 2T' | Árbitro: AC                   |

| Náuas | ADESG |

### Quinta rodada
| 17 de agosto | Humaitá                             | 3 – 1  | Náuas       | Arena da Floresta, Rio Branco |
| 16:00        | Soldado 1T' · Thiago 1T' · Ciel 2T' | Súmula | Cacique 2T' | Árbitro: AC José Pinheiro     |

| Humaitá | Náuas |

### Sexta rodada
| 21 de agosto | ADESG   | 1 – 2  | Humaitá           | Arena da Floresta, Rio Branco |
| 08:00        | Daniego | Súmula | Gilberto · Uilian | Árbitro: AC                   |

| ADESG | Humaitá |

## Premiação
| Campeonato Acreano - 2016 Segunda Divisão |
| Porto Acre                                |
| ----------------------------------------- |
| Humaitá(Porto Acre) Campeão (1º título)   |